# 가스톤 힐 로메로
가스톤 힐 로메로(Gastón Gil Romero, 1993년 5월 6일 ~ )는 아르헨티나의 축구 선수이다.